# گس هو
گِس هو (انگلیسی: The Guess Who) نام یک گروه موسیقی راک کانادایی است که در سال ۱۹۶۲ میلادی در شهر وینیپگ در استان منیبا در کانادا شکل گرفت و طی سال‌های پایانی دههٔ ۶۰ میلادی تا اواسط دههٔ ۷۰ میلادی شهرت بین‌المللی پیدا کردند.
ترانهٔ مشهور آنان با عنوان «این چشم‌ها» که در سال ۱۹۶۸ میلادی در سبک باروک پاپ اجرا شد، در کشورشان کانادا در رتبه هفتم «جدول موسیقی پاپ کانادا» قرار گرفت و در ایالات متحده آمریکا به رتبه پنجم ۱۰۰ آهنگ داغ بیلبورد دست یافت و باعث شد کمپانی مشهور آمریکایی «آرسی‌اِی ریکوردز» با آنان قرارداد ببندد.
گِس هو در سال ۱۹۸۷ میلادی به «تالار مفاخر موسیقی کانادا» راه یافت و «رَندی باکمن»، «برتون کامینگز»، «گری پیترسون»، «دانی مک‌دوگِل» و «بیل والاس» بابت مشارکت‌شان در زمینه موسیقی عامه‌پسند در کانادا، برندهٔ «جایزهٔ هنرهای نمایشی فرماندار کل کانادا» شدند که عالی‌ترین جایزهٔ کشور کانادا در زمینهٔ هنرهای نمایشی است.